# Global Marijuana March

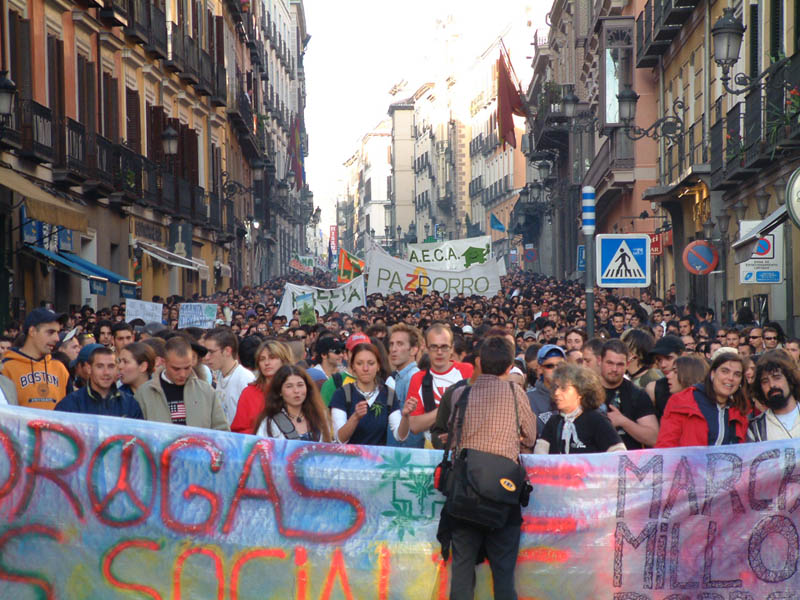
Madrid (Spagna), 8 maggio 2004 - Global Marijuana March

Il Global Marijuana March (GMM) è una manifestazione annuale che si tiene in diverse località in tutto il mondo. Si riferisce ad eventi legati alla cannabis che si verificano intorno al primo sabato di maggio, e può includere marce, incontri, raduni, rave, concerti, festival e tabelle informative.
Il Global Marijuana March è inoltre conosciuto con il nome di Million Marijuana March (MMM). La prima edizione si tenne nel 1999. Da allora sono state 714 le città che hanno aderito a questo evento, appartenenti a 63 nazioni diverse. La manifestazione è conosciuta anche con altri nomi come World Cannabis Day, Cannabis Liberation Day, Global Space Odyssey, Ganja Day, J Day o Million Blunts March.
Il Global Marijuana March è una celebrazione che abbraccia la cultura della cannabis come una scelta di vita personale. I partecipanti si riuniscono per discutere, promuovere, divertire ed educare i consumatori e non consumatori.